# Abracadabra
"Abracadabra" je singl skupiny Steve Miller Band, vydaný v roce 1982 na stejnojmenném albu. Píseň napsal frontman skupiny Steve Miller.